# Opération Cyrène

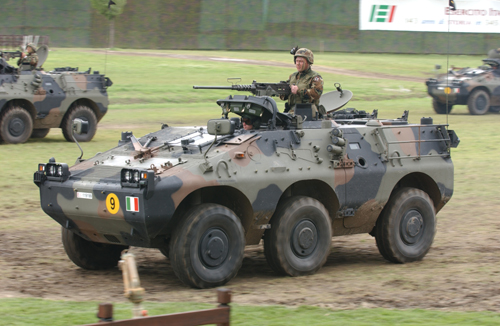
20 véhicules de combat Puma ont été donnés gracieusement par l'Italie au gouvernement libyen en mars 2013.

L’opération Cyrène (en italien : Operazione Cyrene) est une opération de formation de l'armée nationale libyenne menée depuis 2013 par des instructeurs inter-armées des forces armées italiennes (marine, armée de terre et force aérienne). Elle a pour but d'apporter un soutien au nouveau gouvernement libyen dans le processus de reconstruction de la Libye et de réorganisation/restructuration des forces armées après la guerre civile de 2011 qui vit la chute de Mouammar Kadhafi. L'Italie et la Libye post-Kadhafi avaient signé un accord bilatéral dans le domaine de la défense à Rome le 28 mai 2012 et l'Italie avait donné 20 Puma à la Libye en mars 2013.

## L'opération
Financée par le gouvernement libyen, 2 000 soldats libyens venant de Tripolitaine, de Cyrénaïque et du Fezzan doivent être entraînés par les Italiens, notamment sur la neutralisation d'engins explosifs conventionnels et sur le maniement des véhicules de combat Puma.
Un autre objectif comprend la surveillance et le blocage des flux migratoires clandestins, alors que la Libye a fait par récemment de son intention de se doter d'un système de surveillance radar et de surveillance électronique de la côte libyenne et des frontières avec le Niger, le Tchad et le Soudan pour un montant estimé à 300 millions d'euros. 6 000 autres soldats seront formés par les États-Unis tandis que la France doit former les policiers libyens.
Le 17 mars 2013, l'armée de l'air libyenne aurait fait voler des drones (probablement de conception italienne) pour la première fois destinés à la surveillance du territoire libyen.
Les neuf premiers mois de 2013, l'opération aurait coûté 7,5 millions d'euros. Parallèlement, la mission EUBAM Libya de l'Union européenne vise à former les garde-frontières libyens.

## Personnel mobilisé
Selon une source italienne, seront engagés:
- 100 conseillers / instructeurs ;
- 54 officiers ;
- 46 sous-officiers.